# National Jewish Welfare Board

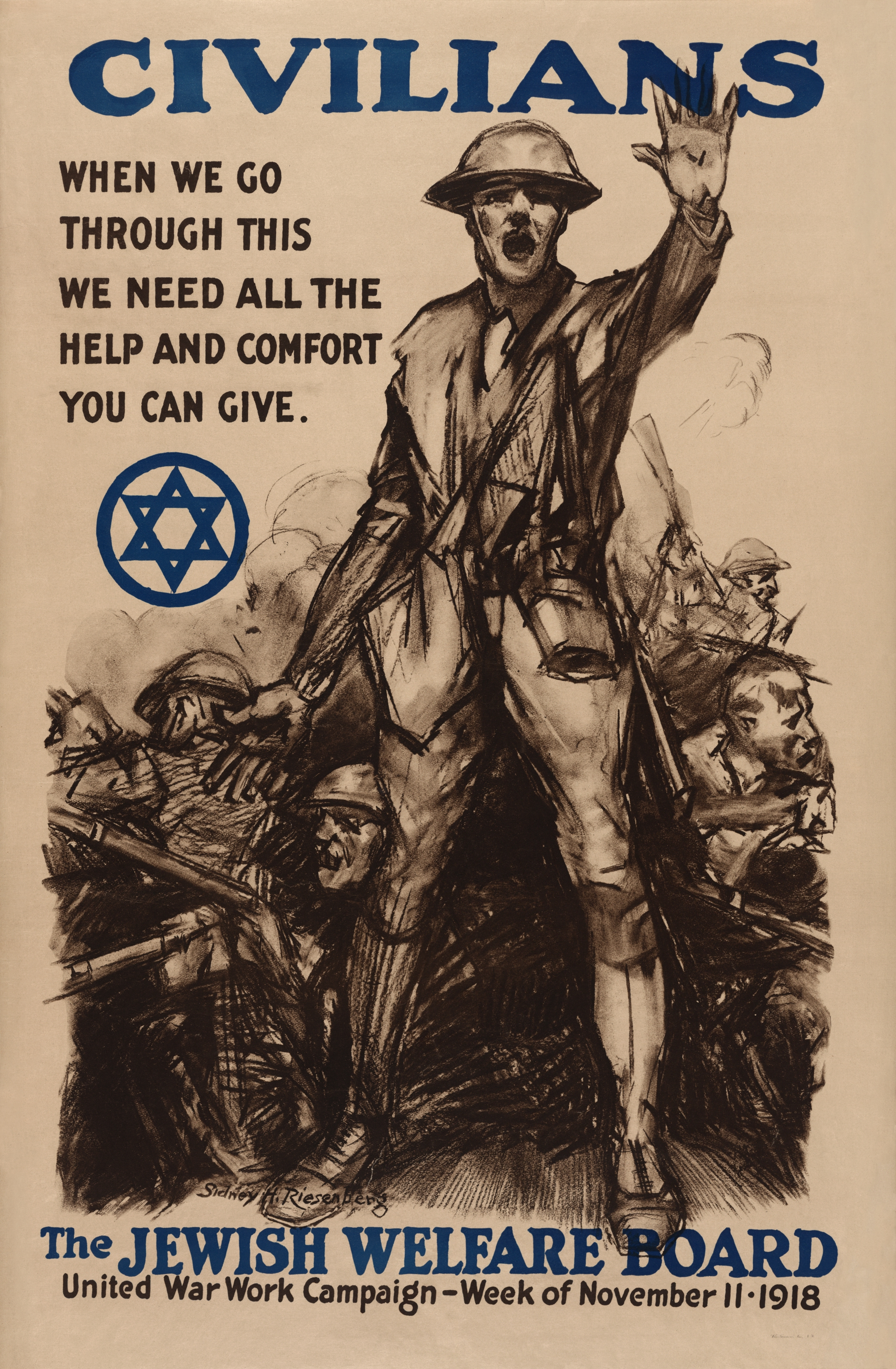
Manifesto del Jewish Welfare Board, New York, 1918.

Il National Jewish Welfare Board (JWB) è un'organizzazione statunitense ufficializzata il 9 aprile 1917, tre giorni dopo la dichiarazione statunitense di guerra alla Germania, al fine di dare sostegno religioso ai soldati ebrei nelle forze armate statunitensi durante la Prima Guerra Mondiale.

## Storia
L'impulso alla sua creazione fu dato derivava dal segretario alla guerra, Newton Baker, e dal segretario della Marina, Josephus Daniels. L'organizzazione fu incaricata anche di reclutare e addestrare i rabbini per il servizio militare, oltre a fornire materiale di supporto a quelli commissionati al ruolo di cappellani militari. Il JWB mantenne il controllo delle strutture religiose ebraiche all'interno delle installazioni militari.

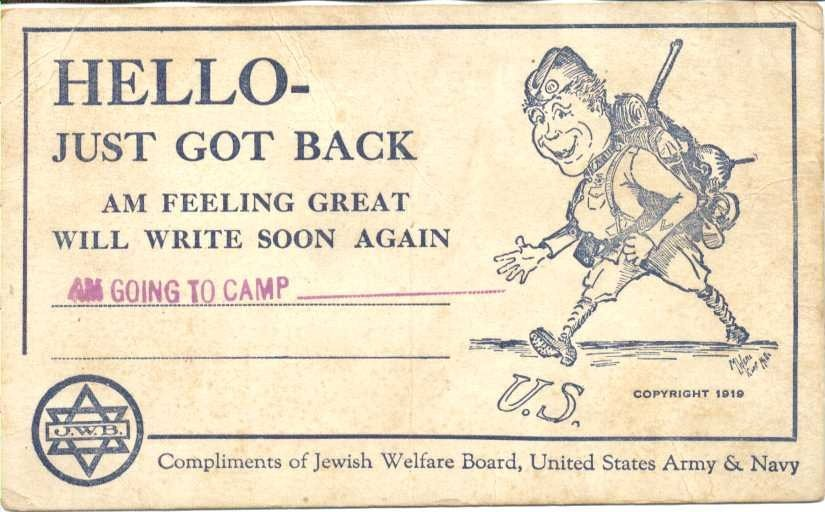
Francobollo del 1919

Nel 1921, il JWB e varie organizzazioni ebraiche si unirono in un'associazione nazionale, che raccoglieva i centri delle comunità ebraiche degli Stati Uniti, al fine di integrare attività sociali, educative e ricreative. Queste organizzazioni unite includevano YWHA , YMHA e il Consiglio nazionale dell'associazione degli unomi ebrei e dei loro congiunti.
Nel 1941, in risposta a un mandato del presidente Franklin D. Roosevelt, sei organizzazioni private - la YMCA, la YWCA, il National Jewish Welfare Board, la Traveler's Aid Association e la Salvation Army - furono invitati a gestire il morale e le attività ricreative necessarie per i membri delle forze armate in congedo. Le sei organizzazioni riunirono le loro risorse nella United Service Organizations, la cui nascita fu formalizzata a New York il 4 febbraio 1941.
Al 2019, l'organizzazione il JWB Jewish Chaplains Council, parte del Jewish Community Center del Nord America.